# Campylostelium
Campylostelium là một chi rêu trong họ Ptychomitriaceae.